# Olešno
Olešno je malá vesnice a část města Mšeno v okrese Mělník ve Středočeském kraji. Nachází se asi 3,5 kilometru severozápadně od Mšena. Skládá se ze dvou částí. Menší dolní část, se nachází na konci krátkého bočního dolu po pravé straně údolí potoka Pšovky. Horní větší část, je přístupná cestou, která odbočuje doleva hned na začátku výše uvedeného dolu. Spodní konec osady míjí silnice II/259. Olešno je také název katastrálního území o rozloze 4,44 km². V katastrálním území Olešno leží i Brusné 2.díl, Ráj a Vojtěchov. Zástavba vsi s řadou cenných příkladů lidové architektury je od roku 1995 chráněna jako vesnická památková rezervace.

## Historie
První písemná zmínka o vesnici pochází z roku 1414.
V obci Olešno (přísl. Vojtěchov, Brusné, Ráj, 254 obyvatel, samostatná obec se později stala součástí Mšena) byly v roce 1932 evidovány tyto živnosti a obchody: 2 hostince, obchod s chmelem, 2 mlýny, zámečník, kovář, 2 trafiky, truhlář, kolář.

## Přírodní poměry
Vesnice stojí v chráněné krajinné oblasti Kokořínsko – Máchův kraj. Do východní, jižní a západní části katastrálního území Olešno zasahuje přírodní rezervace Kokořínský důl.

## Obyvatelstvo
Při sčítání lidu v roce 1921 ve vsi žilo 95 obyvatel (z toho 44 mužů) německé národnosti a římskokatolického vyznání. Podle sčítání lidu z roku 1930 měla vesnice 91 obyvatel: šest Čechoslováků a 85 Němců. Kromě čtyř evangelíků a jednoho člověka bez vyznání byli římskými katolíky.
| Rok            | 1869 | 1880 | 1890 | 1900 | 1910 | 1921 | 1930 | 1950 | 1961 | 1970 | 1980 | 1991 | 2001 | 2011 | 2021 |
| -------------- | ---- | ---- | ---- | ---- | ---- | ---- | ---- | ---- | ---- | ---- | ---- | ---- | ---- | ---- | ---- |
| Počet obyvatel | 100  | 95   | 108  | 102  | 108  | 95   | 91   | 42   | 21   | 7    | 9    | 9    | 2    | 7    | 20   |
| Počet domů     | 19   | 19   | 19   | 19   | 20   | 19   | 20   | 21   | 25   | 3    | 4    | 21   | 21   | 22   | 24   |

## Obecní správa
Při sčítání lidu v letech 1850–1960 bylo Olešno samostatnou obcí, nejprve v okrese Dubá, v roce 1950 v okrese Doksy a od roku 1960 v okrese Mělník. Od 1. července 1960 je částí města Mšeno v okrese Mělník. V letech 1850–1960 k obci patřily Brusné 2.díl, Ráj a Vojtěchov.

## Pamětihodnosti
- Skupina stromů na návsi v Olešně – trojice památných stromů (jírovců maďalů)

## Galerie - roubené domy v Olešně

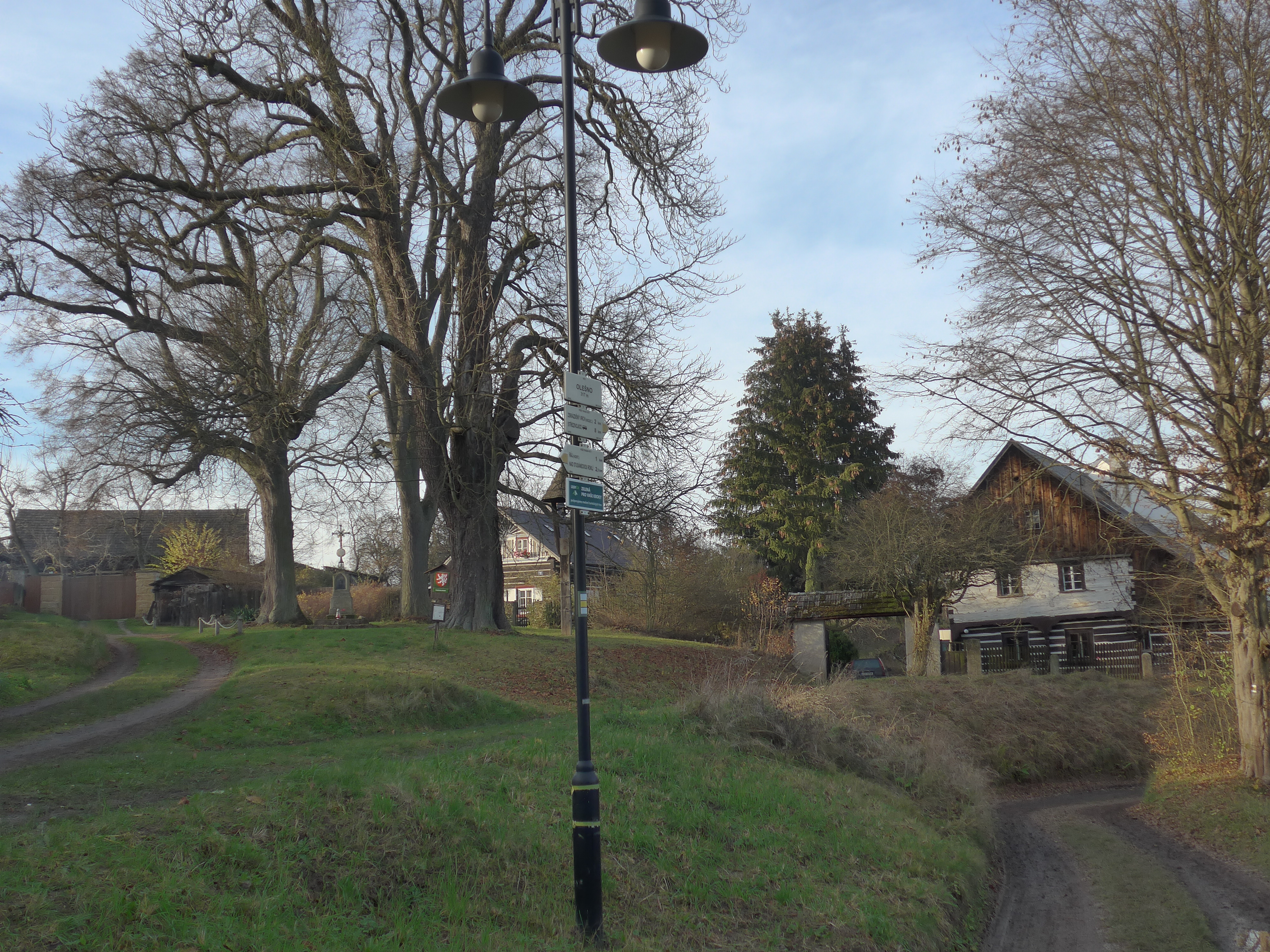
Náves v horní části obce s turistickou orientací
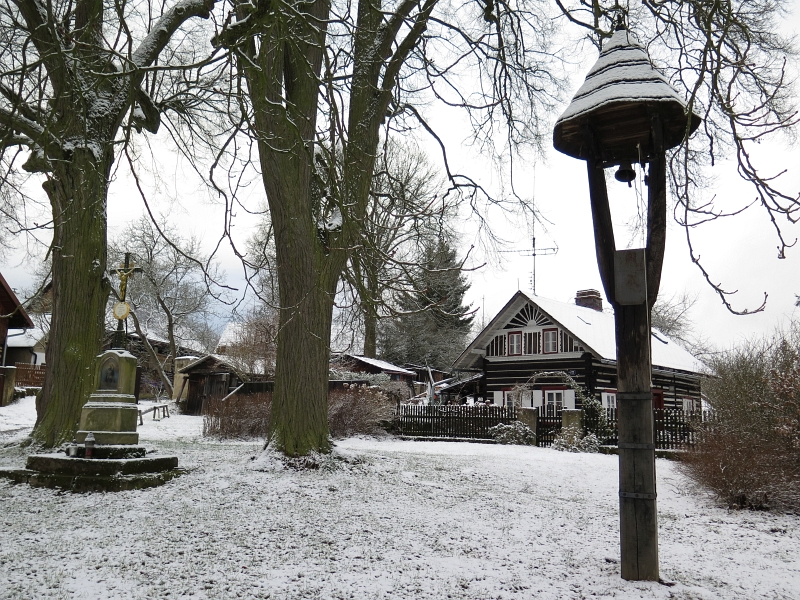
Zvonička na návsi
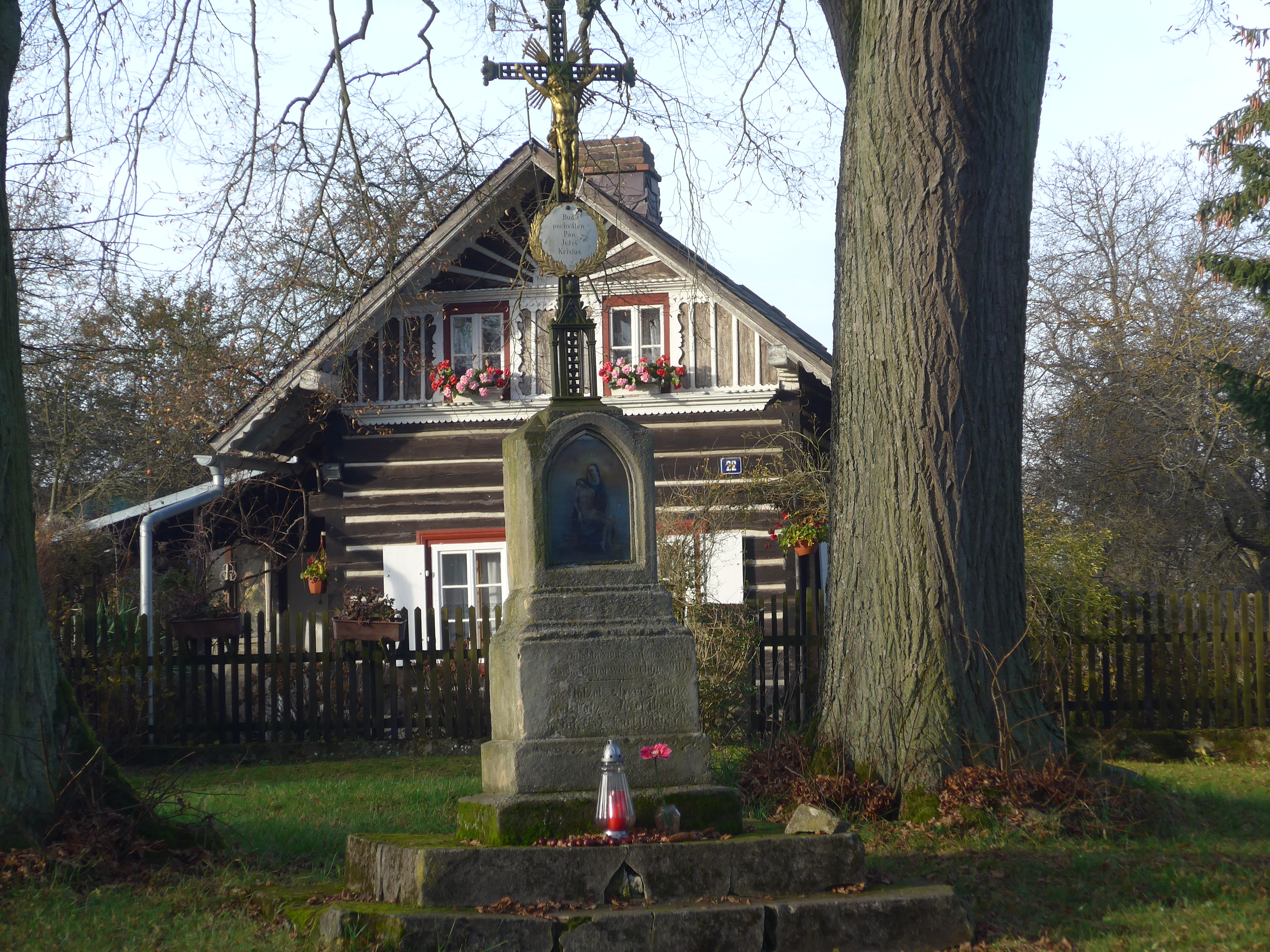
Boží muka na návsi, v pozadí čp. 22
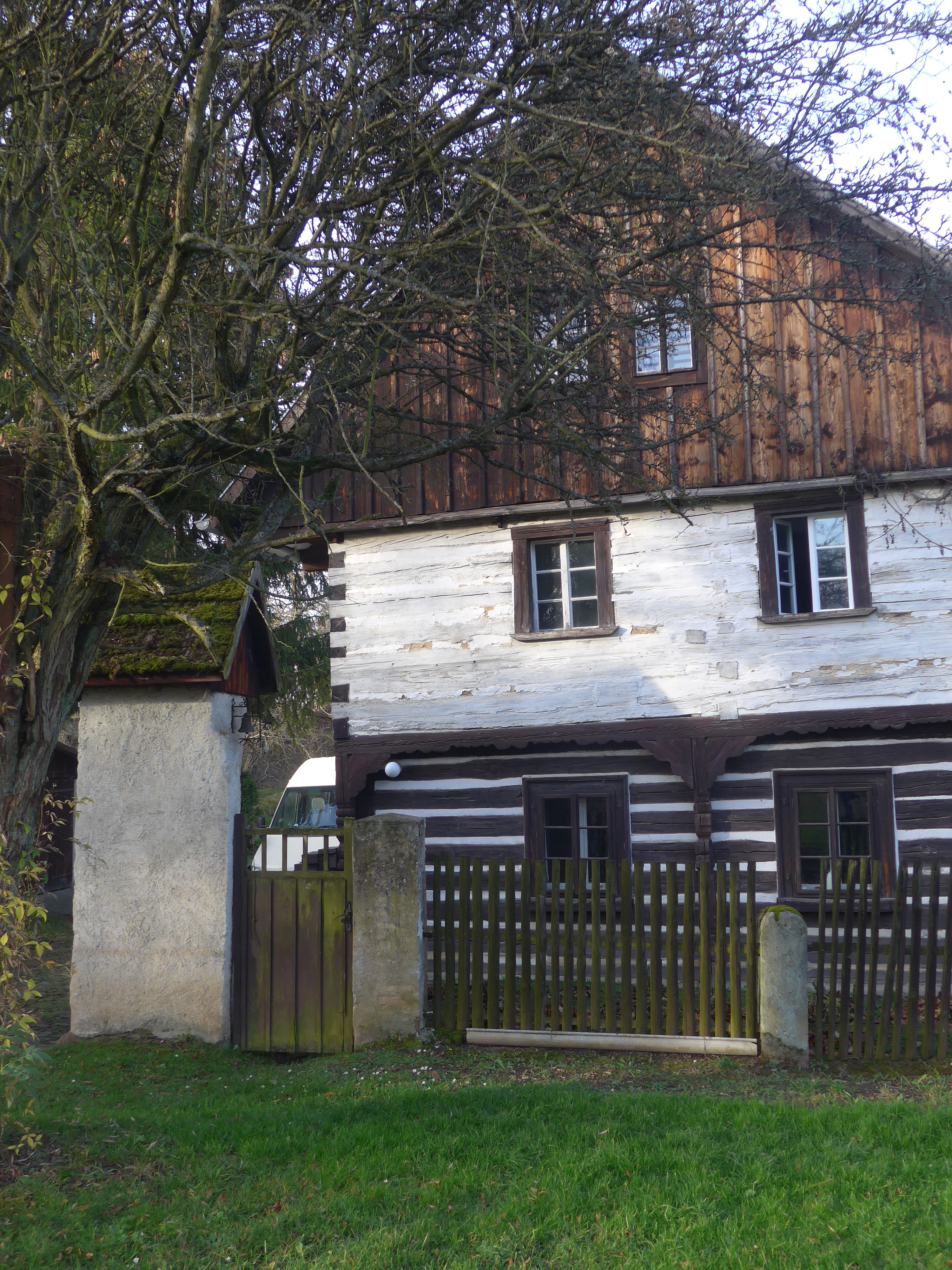
Dům na návsi čp. 12 s vyřezávanými podstávkami
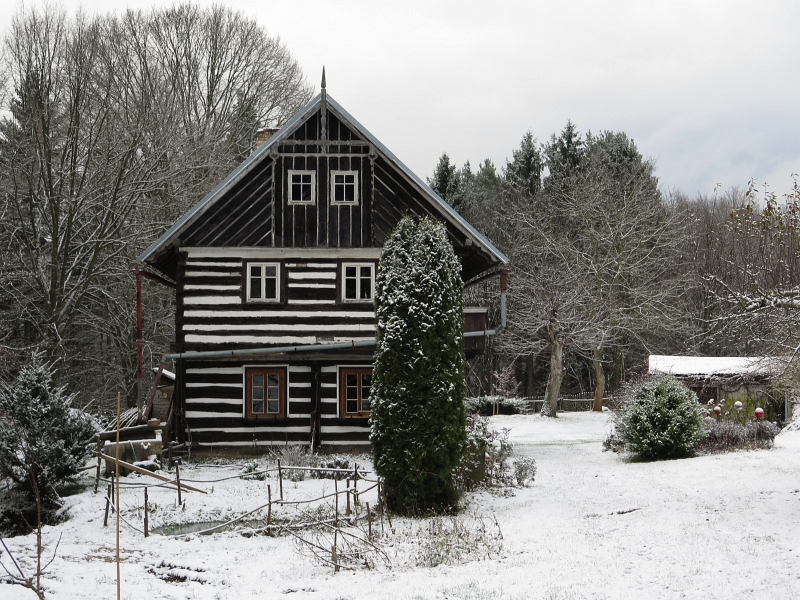
Dům čp. 7
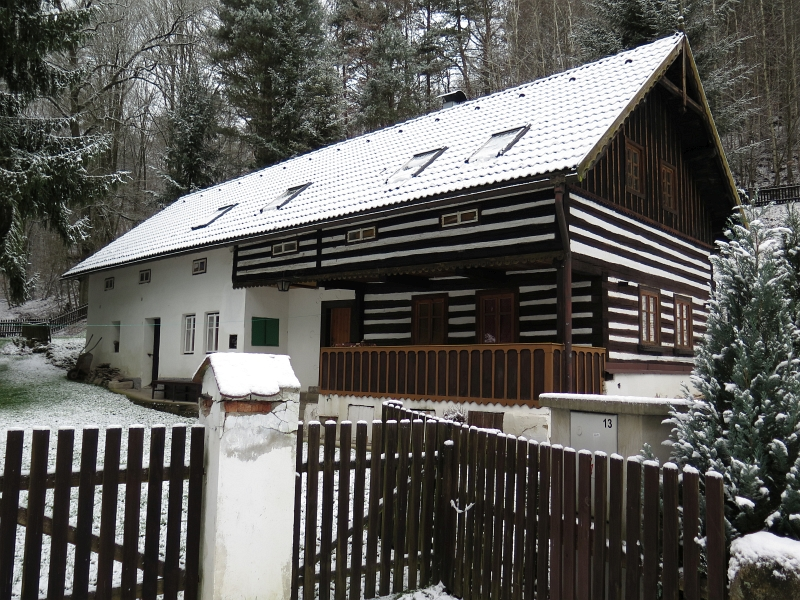
Usedlost čp. 14
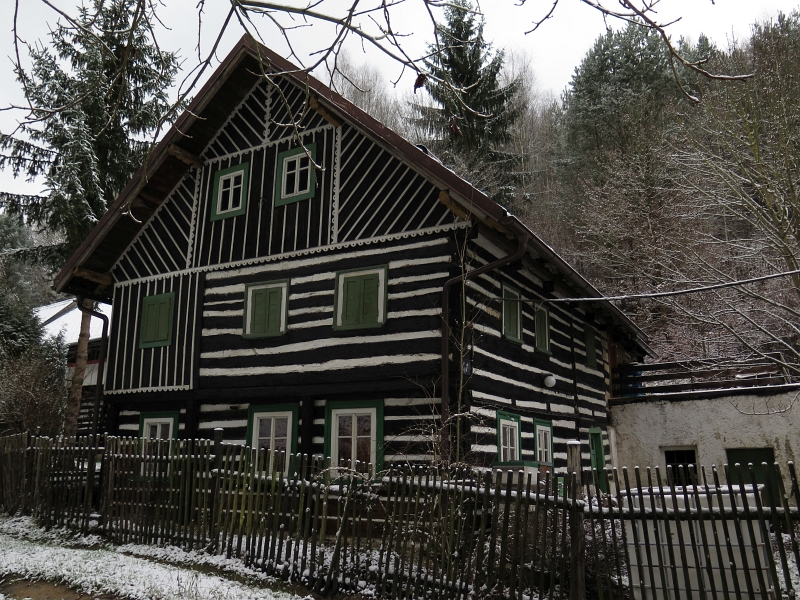
Usedlost čp. 1
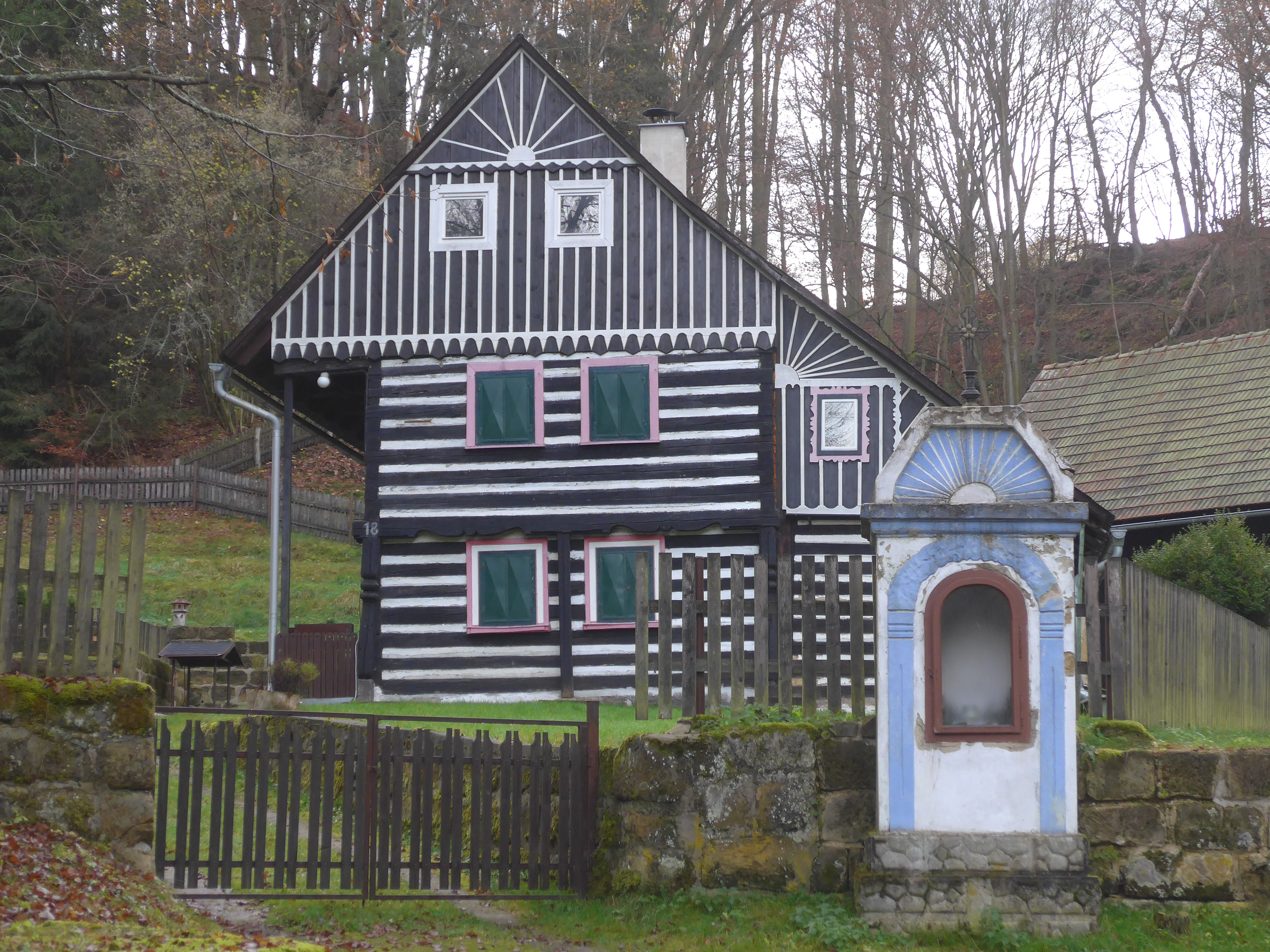
Podstávkový dům čp. 18 s kapličkou v dolní části obce